# Acetanisola
Acetanisola es un aromático compuesto químico con un aroma descrito como dulce, afrutado, de nuez, y similar a la vainilla. Además la acetanisola a veces puede oler como la mantequilla o caramelo. Se utiliza como un aditivo de los cigarrillos, una fragancia, y saborizante en alimentos.
Acetanisola se encuentra naturalmente en castóreo, la secreción glandular del castor.
Acetanisola se puede preparar sintéticamente por acilación de Friedel-Crafts de anisol con cloruro de acetilo:

## Apariencia
A temperatura ambiente 4-metoxiacetofenona es sólido, y tiene una estructura de cristal blanco. Una vez fundido, los cristales blancos se convierten en un líquido claro.